# Milo (metropolitana di Catania)
Milo è una stazione sotterranea della metropolitana di Catania, nel tratto tra Borgo e Nesima.
Essa è di tipologia sotterranea, ed è gestita dalla  Ferrovia Circumetnea.
L'inaugurazione è avvenuta il 30 marzo 2017 contestualmente a quella della tratta Borgo-Nesima, mentre l'apertura al pubblico è avvenuta il giorno seguente. Il colore identificativo è il giallo.

## Ubicazione
Si trova nel quartiere Consolazione, tra via Milo e via Bronte, con tre accessi (una rampa di scale e due ascensori) che danno su un ampio parcheggio scambiatore costruito ex novo a servizio della stazione.
Da esso parte la navetta Metro Shuttle gestita da FCE in direzione nord raggiungendo il polo universitario/sanitario/scientifico situato lungo l'asse stradale di via Santa Sofia, dove sorgono la Cittadella Universitaria e i suoi Dipartimenti, il CUS, la Torre Biologica, il Policlinico Universitario, l'INFN Laboratori Nazionali del Sud, la Facoltà di Agraria.
Altri luoghi d'interesse facilmente raggiungibili sono: Ospedale San Luigi, via Eleonora D'Angiò, via Ingegnere, via Orto Limoni, piazza Lanza, parco "Madre Teresa di Calcutta".

## Servizi
La stazione è dotata di:
- Ascensori per portatori di handicap;
- Scale mobili;
- Servizio di video sorveglianza;
- Biglietteria automatica;
- Annuncio sonoro annunciante l'arrivo dei treni.

## Interscambio
- Autobus urbani AMTS (A-MS - BRT1-940)[5]
- Parcheggio scambiatore